# Алмазный фазан
Алмазный фазан (лат. Chrysolophus amherstiae) — птица рода воротничковые фазаны. Родина этой птицы со сказочным разноцветным оперением находится в Восточной Азии. В 1828-м году алмазный фазан был привезен в Англию, где акклиматизировался и живет по сей день. Самец алмазного фазана — одна из самых красивых птиц на свете. Блестящие синие и зеленые перья в его оперении соседствуют с черными, белыми, красными и желтыми. Черно-белый полосатый хвост фазана длиннее, чем его тело. Самка, в отличие от самца, окрашена очень невзрачно.

## Места обитания
Алмазный фазан встречается на юго-западе Китая (Гуйчжоу, Сычуань и Юньнань), в северо-восточной части Бирмы и юго-восточных районах Тибета. Дикие популяции алмазного фазана живут в английских графствах Бедфорд, Бакингем и Хартфорд.

## Образ жизни
На своей родине в Азии алмазные фазаны живут на отдаленных горных склонах, расположенных на высоте 2000—3600 метров над уровнем моря. В отдельных районах, например, в китайской провинции Юньнань, алмазного фазана можно встретить на высоте до 4600 метров над уровнем моря. Птицы обычно обитают в густых колючих зарослях и бамбуковых лесах. Во время очень холодных зим алмазные фазаны ищут спасения от горных морозов и ветров в солнечных долинах.
В Великобритании алмазные фазаны гнездятся в совершенно других условиях. Им полюбились хвойные леса, возраст деревьев в которых не превышает тридцати лет. Они прячутся под нижними ветвями молодых деревьев. В укрытия фазанов не проникает солнечный свет, а земля под ветвями не покрыта растительностью. Алмазные фазаны также встречаются в лиственных и смешанных лесах.

## Пища
Алмазные фазаны питаются растениями и мелкими беспозвоночными. Они ведут уединенный образ жизни, поэтому людям об их привычках известно немного. Известно, что они едят побеги бамбука. Китайцы называют эту птицу «Сунь-хи», что в переводе означает «птица, питающаяся почками». Исследование содержимого фазаньего зоба показало, что птицы также кормятся папоротниками, зерном, орехами и семенами. Фазаны, живущие в Великобритании, любят селиться в густых зарослях ежевики. В Китае алмазные фазаны охотятся на пауков и мелких насекомых, таких, как уховёртки и жуки. Добычу они находят в земле, которую разгребают лапками, и под камнями. Иногда птицы ходят по мелководью и переворачивают камни, под которыми могут прятаться беспозвоночные.

## Размножение
Самцы начинают брачный сезон с исполнения удивительно красивого танца. Петухи кружатся вокруг самок и стараются загородить им путь. Затем внезапно бросаются к избранницам, приближаясь настолько, что касаются их головами. Самцы демонстрируют им свои пышные черно-белые воротники, закрывающие головы полностью, так что видны только красные хохолки.
Свесив вниз крыло с той стороны, с которой стоит самка, самец одновременно поднимает другое крыло. Он распластывается перед самкой, чтобы та могла увидеть зеленые плечи и красно-желтые перья на хвосте. Хвост с широко раскрытыми перьями, концы которых окрашены в ярко-красный цвет, поднимается вверх. Фазаны спариваются только после завершения свадебного ритуала.
Самец в воспитании потомства участия не принимает, однако постоянно держится поблизости. В кладке алмазного фазана бывает до двенадцати кремово-белых яиц. Гнездо — простое углубление в земле. После 22—24 дней насиживания на свет появляются птенцы, которые тотчас же встают на ноги, начинают бегать и искать корм. Самка всегда начеку, она заботится о птенцах и согревает их ночью.

## Галерея
- Благодаря неброскому оперению самка фазана остается незамеченной
- Иллюстрация из книга А.Брема «Жизнь животных»
- Чистокровные алмазные фазаны — редкость, чаще встречаются их общие с золотым фазаном потомки

## Интересные факты
- Научное название алмазному фазану дано в честь леди Сары Амхерст (1762—1838) — жены британского дипломата Вильяма Пита Амхерста, графа Арраканского (1773—1857), который в 1816 году привез из Китая в Лондон несколько экземпляров этих птиц. Первооткрыватель назвал фазана в честь своей жены.
- Китайцы до сих пор охотятся на алмазных фазанов ради их великолепных хвостовых перьев.
- Привычки алмазного фазана в природе до сих пор изучены недостаточно хорошо.
- В Китае любят давать поэтические имена. Алмазного фазана здесь называют «цветочным фазаном».
- Алмазный фазан способен скрещиваться с золотым и давать плодовитое потомство.

## Охрана
На родине численность вида продолжает сокращаться, алмазный фазан очень редок. В Англии на воле обитает от 200 до 500 птиц.